# 二葉勇
二葉 勇（ふたば ゆう、1991年〈平成3年〉4月8日 - ）は、日本の男性俳優、歌手。大阪府出身。ソニー・ミュージックエンタテインメント所属。劇団山田ジャパンの団員。

## 経歴
- 2013年3月、地元大阪で双子の弟・二葉要とともに80/TRACKというツインボーカルバンドを結成。
- 2014年、イナズマロックフェスのオーディション「イナズマゲート2014 supported by Epic Records Japan」ファイナリストに選ばれる。同年11月11日のライブをもって80/TRACKを解散。
- 2015年8月、ソニーミュージックが運営する個性派演劇集団「劇団番町ボーイズ☆」に所属し、以降舞台を中心に活動。2019年6月16日をもって同劇団を卒業した。
- 2016年、「RENOロックヴォーカリストオーディション」 準グランプリ。
- 2017年より二葉要と「TWiN PARADOX」[3]というツインボーカルユニットとして音楽活動を開始。同年8月に初ワンマンライブVol.1「Departuers」を開催。
- 2020年2月26日、「TWiN PARADOX」の4thシングル「Gemini」をリリースしメジャーデビュー。
- 2024年10月、弟・要とともに「劇団山田ジャパン」に入団[2]。

## 人物
趣味は映画鑑賞、お笑い。特技は歌、動物の豆知識、漂白、野球（小学校から大学まで13年間経験）。

## 出演

### テレビドラマ
- オトナの土ドラ リテイク 時をかける想い 第4話[4]（2016年12月24日、フジテレビ系） - 警備員 役
- 今夜はオンライン飲み会デス（2020年6月10日 - 24日、テレビ西日本） - ロッキー 役[5]

### テレビ番組
- 番町ボーイずん（2016年1月 - 9月、TOKYO MX）
- マル★カツ定食（2016年6月 - 2017年6月、ディズニー・チャンネル）
- ザ・ラストヒーロー ～ヘラクレスの掟～（2016年7月 - 2017年3月、東海テレビ）
- テアトル★番町（2017年1月 - 6月、TOKYO MX）
- テアトル★番町W（2017年7月 - 10月、TOKYO MX）
- ひるキュン!（2018年4月、TOKYO MX）
- バリはやッ!ZIP!（2020年2月、福岡放送）
- モンスターライフ（2020年10月 - 、仙台放送）
- 人狼系推理バトル レジスタンスイレブン（2020年11月 - 、日テレプラス）

### 映画
- TOKYO CITY GIRL -2016-（2016年5月）

### 舞台
- MY DOOR〜熱〜(再演)（2015年9月） - 植竹剛毅 役
- HOME〜魔女とブリキの勇者たち〜（2015年11月） - 西条公平 役
- 天下統一 恋の乱 Love Ballad 〜序章〜（2016年10月） - 霧隠才蔵 役
- バグバスターズ（2016年12月） - 真壁準 役
- オトコ、ひと憂。（2017年6月）
- マネキンライフ（2017年6月） - 森山康一/ツバメ 役
- ニーテンナナゴー（2017年7月） - 五反田豊 役
- 甘くはないぜ！2～ワールドオブシュガーレス～（2017年8月 - 9月） - 軍曹 役
- クローズZERO（2017年11月 - 12月） - 戸梶勇次 役
- 猫と犬と約束の燈(再演)（2018年2月） - 城井涼 役
- 雷神とリーマン（2018年4月） - 雷遊 役
- 眠れない羊～番町ボーイズ☆の場合～（2018年5月） - 小塚 役
- 最遊記歌劇伝―異聞―（2018年9月） - 蝶庵 役
- アメコミリーグ ビギンズ（2018年11月）
- 熱血硬派くにおくん 乱闘演舞編（2018年11月） - 服部竜一 役
- 甘くはないぜ！3（2019年2月） - 加賀尾益兵衛 役
- クローズZERO(再演)（2019年5月） - 三上学 役
- BOYS★TALK （2019年6月）
- ミュージカル『刀剣乱舞』 - 永見貞愛 役
  - 〜葵咲本紀〜（2019年8月 - 10月）
  - 歌合 乱舞狂乱（2019年11月 - 2020年1月）
- レジスタンスイレブン ～見えない敵を封鎖せよ～（2020年6月）
- ますもと新歌劇 ～底辺魔王と天空の双子（ジェミニ）～（2020年9月）
- SEPT Vol.9『ReAnimation』（2020年12月） - 来栖彩 役
- 舞台TWiN PARADOX「SONG STORY Vol.1〜誕生日記念公演〜」（2021年3月）
- BARREL Produce 「99」（ナインティナイン）（2021年4月） - 淡路島 役
- ハンサム落語2021（2021年5月）
- 舞台「風が強く吹いている」 - 城太郎（ジョータ） 役
  - 2021年6月[6]
  - 2023年1月[7]
- 歌劇『桜蘭高校ホスト部』 - 常陸院光 役
  - 歌劇『桜蘭高校ホスト部』（2022年1月）
  - 歌劇『桜蘭高校ホスト部』ƒ（2022年12月）[8][9]
  - 歌劇『桜蘭高校ホスト部』Fine（2023年12月）[10]
- 第1回 カタチ発表会（2022年3月）[11]
- 比翼の人（2022年6月）
- 遠く吠えて花火をあげる（2023年2月） - ウツロ 役[12]
- 舞台「黎明の王」（2023年7月）[13]
- 劇団ミュOp.1 ミュージカル「Liebe 〜シューマンの愛したひと〜」（2024年1月 - 2月） - シューマン 役[14]
- 舞台「蒼穹の王」（2024年2月）[15]
- 舞台『愛称→蔑称』（2024年3月）[16]
- ぐりむの法則『再演・オウムノウシス』Aチーム（2024年5月） - インコ 役[17]
- 舞台『葬列の王』（2025年7月）[18]
- NOVA.companyプロデュース『ISHIN-医新-』（2025年8月〈予定〉）[19]
- 山田ジャパン『大渋滞 2024』（2024年9月）[20]
- 山田ジャパン『ドラマプランニング』（2025年9月 - 10月〈予定〉）[21]
- 舞台『虚の王:‖』（2025年12月〈予定〉）[22]

### ライブ
- テアトル☆番町 The Live （2017年4月29日）
- テアトル☆番町 The Live Vol.2（2017年10月1日）
- 劇団番町ボーイズ☆The Live Vol.1（2017年2月25日）
- TWiN PARADOX ワンマンライブ Vol.1「Departuers」（2017年8月9日）
- TWiN PARADOX ワンマンライブ Vol.2「ENCOUNTER」（2017年11月10日）
- 劇団番町ボーイズ☆X’mas Special Live （2017年12月23日）
- 劇団番町ボーイズ☆学園祭Vol.1〜マドンナ争奪戦!〜（2018年3月18日）
- TWiN PARADOX ワンマンライブ Vol.3「BIRTHDAY」（2018年4月8日）
- TWiN PARADOX ワンマンライブ Vol.4「REVOLUTION」（2018年5月26日）
- 劇団番町ボーイズ✩夏祭りLIVE（2018年7月15日）
- TWiN PARADOX ワンマンライブ Vol.5「DISCOVER」（2018年9月6日）
- 劇団番町ボーイズ✩初お出かけLIVE（2018年10月7日 名古屋/10月8日 大阪）
- 劇団番町ボーイズ✩もうすぐ年越しLIVE（2018年12月29日）
- MASH UP! Presents 『CLIE SONIC』（2019年2月11日）
- TWiN PARADOX with P企画LIVE「Twi Fes Vol.1」（2019年3月5日）
- TWiN PARADOX ワンマンライブ Vol.6「SPRING」（2019年4月7日）
- TWiN PARADOX with P企画LIVE「TWi Fes Vol.2」（2019年4月28日）
- TWiN PARADOX ワンマンライブ Vol.7「Gemini＋」（2020年11月22日）
- 劇団番町ボーイズ☆ 2020年お疲れさまONLINE LIVE（2020年12月21日）
- TWiN PARADOX ワンマンライブ Vol.8「REBOOT」（2021年2月4日）
- TWiN’s THEATER 即興コント＆音楽ライブ（2021年7月4日）
- 東名阪Live Tour 2021「SYNC」（2021年08月9日 東京/8月21日 大阪/8月22日 名古屋）
- CLACK inc. 2021年連続企画 Mission2 VS TWiN PARADOX～兄弟の絆を取り戻せ！！！～（2021年9月18日）
- TWiN PARADOX with P企画LIVE 「Twi Fes Vol.3」（2021年10月2日）

### 個人イベント
- 二葉兄弟 BIRTHDAYイベント『ぼくらノ遊ビバ！vo.1 』（2017年04月09日）
- 二葉勇 FCソロイベント『Yuu Music Clubs』(2022年09月23日)

### ゲスト出演
- 10神ACTOR幕末時代劇「明日に向かって斬れ」スピンオフ作品『志ノ塾、未来攻防戦！』（2016年10月） - 堀内仁太 役
- さらば、ゴールドマウンテン（2018年8月23日） - ゲスト出演
- おとぎ裁判（2018年9月28日、10年3月） -  アフタートークゲスト出演
- 糸川耀士郎 26歳+1ヶ月 Birthday party!!（2019年6月22日） -  メッセージ映像出演
- 第1回 牧島 輝ファンイベント（2020年2月2日） - MCゲスト出演
- ギブアップダンス!!!（2021年2月6日） - ゲスト出演 二葉勇 役
- 糸川耀士郎「Premium Eve Festival」（2021年5月29日） - ゲスト出演
- この夏から一番遠い群青を探して（2021年9月3日） - かたしろ様 役
- チハマオート旗揚げ公演「カガミマエ・ブルース」（2022年3月23日、3月26日） - ゲスト出演

### インターネット配信
- 番町ボーイズより未来への招待状（2016年12月27日、FRESH! by AbemaTV）
- 劇団番町ボーイズ 朗読劇プレゼン対決！（2017年1月22日、FRESH! by AbemaTV）
- 劇団番町ボーイズ☆（2017年2月17日、FRESH! by AbemaTV）
- 舞台TWiN PARADOXおうち時間企画『空空漠漠明明白白』（2020年5月 - 6月） - 唐本離人 役
- 10神ACTOR×TWiN PARADOX 人狼コラボ企画『男たちの騙し合い』（2020年8月1日）
- 「TWiN’s BAR Online」（2020年8月9日）
- 「TWiN’s BAR Online Vol.2」（2020年9月5日）
- ツイパラ ミニチュアシアター（2020年11月 - ）
- 『ねぇねぇ 今夜、ゲームしない？』第6回（2020年11月08日、MildomTV）
- Mission in B.A.C（2021年01月12日、LINE LIVE）
- 「TWiN’s BAR Online Vol.3」（2021年1月15日）
- 『キャストサイズニュース』第138回（2021年11月17日、ニコニコ動画キャストサイズチャンネル）

### ネットドラマ
- 今夜はオンライン飲み会デス（2020年5月） - ロッキー 役

### ボイスドラマ
- ルチルの追憶（2020年12月 - ） - テオ 役

### ラジオ
- あしたの音楽 （2017年2月17日、BayFM）
- BUTCH COUNTDOWN RADIO（2020年2月、FM福岡）
- LOVE FM（2020年2月、FM福岡）
- 10神ラ族 （2020年2月、KBCラジオ）
- NANIWAdelic RADIO（2020年10月、FM大阪）パーソナリティ

### 書籍･雑誌
- 「Trickster Age」（2016年10月04日、徳間書店）
- 「月刊ARIA」連載漫画 『僕らとひとつ屋根の下～番町ボーイズ☆Backstage～』（2017年4月 - 2018年4月、講談社）
- 「JUNON」2017年11月号（2017年9月23日、主婦と生活社）
- 「mini」2018年11月号（2018年9月26日、宝島社）
- 「BOYS FILE」Vol.03（2018年10月05日、シンコーミュージック）
- 「月刊ピアノ」（2018年10月20日、ヤマハミュージック）
- 「別冊 BOYS FILE MONOTONE CLASSY BOYS」（2019年03月01日、シンコーミュージック）
- 「W！」Vol.26（2020年3月23日、廣済堂出版）
- 「楽遊BOYS PASS vol.4」（2020年07月14日、アドサプライズ）